# USS Grebe (AM-43)
Pour les articles homonymes, voir Grebe.
L’USS Grebe (AM-43) est un dragueur de mines qui a servi dans l'United States Navy de 1919 à 1943.

## Histoire
Le Grebe, construit par le Staten Island Steam Boat Co. de New York, est lancé le 17 décembre 1918, parrainé par Mlle Emma Youmans. Il est mis en service au Brooklyn Navy Yard le 1er mai 1919, sous les ordres du lieutenant Niels Dustrup. Ce bateau participe à plusieurs missions dont le déminage du barrage de mines de la mer du Nord jusqu'à ce qu'il soit détruit par un ouragan en 1943.

## Récompenses
Le Grebe a reçu la Service star durant la Seconde Guerre mondiale.

## Source
- (en)  Cet article contient du texte publié par le Dictionary of American Naval Fighting Ships dont le contenu se trouve dans le domaine public. La référence peut être lue ici.